# Scream of the Banshee
Scream of the Banshee ist ein US-amerikanischer Horrorfilm von Steven C. Miller aus dem Jahr 2011.

## Handlung
Im Jahr 1188 verfolgt der irische Templerorden in Limerick City eine Banshee. Sie trennen ihr den Kopf ab und sperren diesen in eine Metallkiste ein, die sich nur durch einen Panzerhandschuh öffnen lässt. Ebendiesen Handschuh bekommt die Professorin Isla Whelan im Jahr 2011 zur Restaurierung ans Institut geschickt, zusammen mit einem Plan des Lagerraumes ihres Instituts. Zwei Mitglieder ihrer Forschungsgruppe, darunter auch ihre Tochter Shayla, suchen nach dem markierten Punkt auf dem Plan. Dabei reißt Shayla eine Wand ein, da sie vermutet, dass sich dahinter das markierte Etwas befindet. Prof. Whelan ist zunächst wütend auf sie, weshalb Shayla die Gruppe verlässt und den Abend bei ihrem Freund Kurtis verbringt. Die Forschungsgruppe untersucht stattdessen die Holzkiste, welche mit dem Namen „Duncan“ beschriftet ist.
Beim Öffnen der Kiste stellen sie fest, dass sich darin eine weitere Kiste befindet, welche jedoch aus Metall gefertigt ist. Es handelt sich dabei um die Kiste des Templerordens, was die Mitglieder der Forschungsgruppe jedoch zu diesem Zeitpunkt noch nicht wissen. Als sie die Kiste mit dem Panzerhandschuh öffnen, erschrecken sie, als sie den Inhalt sehen, bei dem es sich um einen abgetrennten Kopf mit großen, spitzen Zähnen handelt. Isla erhält einen Anruf und verlässt kurz den Raum. Währenddessen öffnet sich das Maul des abgetrennten Kopfes und stößt einen ohrenbetäubenden Schrei aus, der bei Otto, Jane und Officer Sioux zu Ohrenbluten führt. Als Officer Sioux daraufhin die Toiletten betritt, um sich die Ohren zu reinigen, wird er von der Banshee angegriffen. Auch die Mitglieder der Forschungsgruppe erleben an diesem Abend zuhause mysteriöse Ereignisse. Prof. Whelan erleidet dabei sogar Hämatome. Sie recherchiert und stößt auf seltsame Videos von Broderick Duncan, der zuvor ebenfalls als Professor an dem Institut tätig war und sich den Artefakten des Templerordens gewidmet hat. In der Hoffnung, mehr darüber zu erfahren, sucht sie dessen ehemaligen Mitarbeiter Samuel Page auf, welcher ihr Videos von ihrer gemeinsamen Expedition zeigt. Noch am gleichen Abend wird auch Janie von der Banshee verfolgt, nachdem sie zuvor Otto vor dieser gerettet hat. Janie kratzt sich die Augen aus, als sie der Banshee von Angesicht zu Angesicht gegenüber steht.
Samuel Page bestreitet, das Paket mit dem Panzerhandschuh Prof. Whelan geschickt zu haben und sieht Prof. Broderick Duncan als Absender an, da er besessen von dem Templerorden war. Es tragen sich erneut mysteriöse Ereignisse zu. Otto erfährt schließlich von Janies Tod und sieht Prof. Whelan als schuldig an, da sie einen Anruf von Janie nicht entgegengenommen hat, als sie Hilfe suchte. Shayla und Kurtis erleben hautnah die Banshee. Kurz darauf treffen Prof. Whelan, Otto und Samuel am Haus der Whelans ein und fahren mit dem Auto zum Haus des wahnsinnigen Professors Duncan. Auf dem Weg dorthin verursacht Isla jedoch einen Unfall und fährt gegen einen Baum, infolgedessen Kurtis stirbt.
Als sie das Haus des Professor Duncan erreicht haben, schießt dieser mit einem Gewehr auf die Gruppe und versucht ihnen, das Templerartefakt abzunehmen. Sie locken ihn dabei ins Obergeschoss, wo sich Shayla versteckt, um ihn mit einem Baseballschläger niederzuschlagen. Er nimmt sie stattdessen jedoch als Geisel. Er gibt vor, dass ausschließlich er derjenige sei, der die Banshee aufhalten könne, was sich jedoch als Lüge herausstellt. Nachdem Shayla entkommen konnte, suchen die anderen das Gelände nach der Banshee ab, um ihren Kopf wieder in der Kiste einzusperren. Sie finden die Banshee schließlich in einer Höhle, in welcher sich Shayla versteckt hat, und es gelingt ihnen, der Banshee den Kopf abzutrennen und in der Kiste einzusperren. Kurz darauf nimmt jedoch Prof. Duncan die Kiste an sich und richtet seine Pistole auf Shayla und Isla. Da ihm jedoch die Munition ausgegangen ist, kann er sie nicht abfeuern und Shayla ersticht ihn mit einer antiken Waffe.
Die Box wird schließlich wieder in einer Holzkiste verpackt und in einem Warenlager verstaut. Die Schlussszene ist hierbei an eine der finalen Szenen aus Jäger des verlorenen Schatzes angelehnt.

## Produktion

### Drehorte
Die Dreharbeiten fanden in Baton Rouge statt.

### Synchronisation
Die deutschsprachige Synchronisation entstand nach einem Dialogbuch und unter der Dialogregie von Dennis Schmidt-Foß im Auftrag der VSI Synchron GmbH.
| Rolle             | Darsteller      | Synchronsprecher |
| ----------------- | --------------- | ---------------- |
| Broderick Duncan  | Lance Henriksen | Axel Lutter      |
| Janie             | Leanne Cochran  | Dascha Lehmann   |
| Kurtis            | Garrett Hines   | Marcel Collé     |
| Otto              | Todd Haberkorn  | Rainer Fritzsche |
| Prof. Isla Whelan | Lauren Holly    | Bettina Weiß     |
| Samuel Page       | Eric F. Adams   | Frank Röth       |
| Shayla Whelan     | Marcelle Baer   | Esra Vural       |

## Rezeption
Der Film erhielt überwiegend negative Kritiken und erzielte bei IMDb eine durchschnittliche Bewertung von 3,8 der möglichen 10 Punkte. Das Lexikon des internationalen Films urteilt: „Einfältig erdachter Horrorfilm, der eher sanften Schrecken verbreitet.“